# 陳詩莉
陳詩莉（英文名：Desiree Tan，1982年3月8日—），馬來西亞女歌手，居住于馬來西亞柔佛州，籍貫中國大陸海南。從小接受英文教育，最高學歷為 BA（HON）in Marketing。 2006年參加了由8tv舉辦的第一屆《絕對Superstar》，得到了女子組冠軍，及總比賽的亞軍。雖敗猶榮，她得到了‘全民投選的好聲音’這個稱號。比賽結束后，與8tv旗下經紀公司8 Unit簽下4年合約，從此開始了演藝事業。

## 個人專輯
- 《讓世界聽到》

首張專輯由小盒音樂製作，於2008年4月18日，環球音樂馬來西亞發行。收入了十首作品和兩手bonus tracks。曲目：《Baby》、《愛錯了嗎》、《沒有你》、《I Believe In You》、《炫耀》、《不得不愛你》、《那個不是我》、《Showtime》、《全世界都知道（Acoustic Version)》、《太完美》、《我們的聖誕夜》、《謝謝你》。
- 《風》

中國内地的首張專輯，由俪声国际音乐製作，於2010年1月4日發行。大部分歌曲来自其在馬來西亞发行的专辑。曲目：《太完美》、《Show Time》、《风》、《I Believe In You》、《那个不是我》、《Baby》、《不得不爱你》、《全世界都知道》、《爱错了吗》、《没有你》。

## EP（迷你专集）
- 《風》EP
  - 《萬花筒》ft 陳世維 - 電影《四大美人兒》主題曲
  - 《紅豆夢》- 電影《四大美人兒》插曲

## 單曲
- 《藍色雨》- 絕對Superstar 10強合輯
- 《親情》ft Point Blanc & Uncle Real - 王中權《點到即止》專輯
- 《未來的未來》- 北京《愛的力量》音樂合集

## 重點紀事與奖項
- 2009 19/07 Showtime Live 音乐会

## 代言
- 國際服裝品牌 DC Superheroes